# Pleuropogon hooverianus
Pleuropogon hooverianus là một loài thực vật có hoa trong họ Hòa thảo. Loài này được (L.D.Benson) Howell miêu tả khoa học đầu tiên năm 1946.